# Oldřich Klaudinger
Oldřich Klaudinger (4. července 1929 Znojmo – 2021) byl český motocyklový závodník, vítěz 13. ročníku Zlaté přílby v roce 1961.
Během své sportovní kariéry se zúčastnil mnoha motocyklových podniků – silničních, terénních, soutěžních i v Šestidenní, ve kterých získal při deseti startech pro Československo čtyři zlaté, dvě stříbrné a jednu bronzovou medaili. 
Ve svém prvním skutečném závodě se objevil v roce 1947 v rodném Znojmě. Startoval ve vypůjčených věcech, od rukavic, přes oděv až po přilbu, která původně patřila Josefu Lukešovi, závodníkovi, který položil svůj život na povstalecké barikádě v roce 1945. Začínal v letech, kdy všichni jezdili všechny druhy závodů a kdy nedostatek nebo malý počet závodů vychoval řadu univerzálních motocyklových jezdců. 
Působil v Dukle Praha, za své úspěchy získal v roce 1957 titul mistra sportu. Do roku 1963, kdy ukončil kariéru, absolvoval 215 národních a mezinárodních závodů. Po odchodu z aktivní činnosti působil jako řidič v ČSAV v Praze.
Zlatou přilbu, kterou vyhrál v roce 1961, vlastní od září 2024 Východočeské muzeum v Pardubicích.